# Dipoli, Benin
Dipoli är ett arrondissement i kommunen Boukoumbé i Benin. Den hade 5 959 invånare år 2002.